# 湄洋陈氏宗祠
湄洋陈氏宗祠，是位于中国福建省宁德市柘荣县城郊乡湄洋村北侧的一个清代古建筑，2011年7月入选第八批柘荣县文物保护单位。
湄洋陈氏宗祠是一座砖木构抬梁穿斗混合式单檐硬山顶的清代宗祠，始建于清朝乾隆八年（1743年），民国十八年（1929年）扩建，1997年—2001年间有重修。建筑坐西北朝东南，通面阔64.73米，通进深23.68米，占地面积1532.81平方米，有三级台基，自上至下依次为正厅、下厅和门埕。祠内保留有清代霞浦进士游光缵、民国政要陈立夫和陈海亮等人题写的牌匾。